# Banda di Bogolese
La banda di Bogolese, conosciuta anche come Banda 'd Bogles in dialetto parmigiano, è stata un'organizzazione criminale italiana nata nelle zone di Colorno e Mezzani dall'unione di balordi locali e che, nel tempo, raccolse elementi provenienti dal casalasco e da Parma. Tra il 1858 e il 1863,  anni che segnavano la fine del Ducato di Parma e l'alba dell'Unità Nazionale, la banda commise efferati delitti nelle zone della bassa parmense e nel casalasco. 
La banda prende il nome dal luogo dove fu sgominata, Bogolese, dopo un sanguinoso scontro con le Guardie di P.S. di cui due rimasero uccise, e solo in quel momento si cominciò a capire che non si trattava di un piccolo gruppo di malfattori, ma di una più articolata banda criminale composta da numerosi banditi, che terrorizzò la bassa parmense per cinque anni con rapine, furti e omicidi.

## Il periodo tra 1858 e il 1863
La banda, tra il 1858 e il 1863, compì 46 delitti, oltre a quello di Bogolese, più precisamente nelle località di Colorno, Mezzano Superiore/Inferiore/Rondani, Sanguigna di Colorno, Sacca di Colorno, Casaltone, Alberi, Ravadese, Parma, Cornocchio, Moletolo, Vicofertile, Cervara di Golese, Copermio di Colorno, Coltaro di Sissa, Fontanelle, Fognano, Ugozzolo, Casalbaroncolo, Ramoscello, San Polo, Madregolo e Faviano.

## Il fatto di Bogolese
L'episodio di Bogolese, oltre ad essere l'ultimo ed il più grave commesso, è quello che ha identificato la banda con l'omonimo nome.
Un componente della banda, amico di un mugnaio di Bogolese, gli rivelò che era stata organizzata una rapina presso il suo mulino nella notte del 16 febbraio 1863 verso le ore 19,30 da circa una decina di componenti della banda, camuffati malamente da Carabinieri, per sottrarre gli incassi della vendita di farina e per la vendita di alcuni maiali. 
Il mugnaio allertò le Guardie di Pubblica Sicurezza che pianificarono la trappola per sgominare la banda. Quel giorno dodici guardie, comandate da un Brigadiere e un Delegato di P.S., si appostarono all’interno ed all’esterno del molino. La banda arrivò, e con la scusa di "ricercare disertori" pretesero di entrare. Il delegato, che era appostato al primo piano, sparò un colpo di pistola segnando l’inizio dell’operazione. Ne seguì un sanguinoso scontro a fuoco, nonché colluttazioni corpo a corpo, che verrà ricordato per decenni dalle popolazioni della bassa parmense come la zuffa di Bogolese (la bùja 'd Boglès in dialetto parmigiano).
La guardia Arcangelo Rubini morì nello scontro, mentre altre rimasero ferite, tra le quali Luigi Oppici, che morì il 21 febbraio per le gravi lesioni.
Due banditi vennero feriti nel conflitto a fuoco e catturati insieme alla maggior parte dei complici. Alcuni dei fermati si pentirono e nei mesi che seguirono vennero eseguiti numerosi arresti tra Colorno e Mezzani, finché la banda fu completamente stroncata dalla Polizia.

## Il Processo
Vennero accusati di associazione di Malfattori e altri reati 71 persone, tutte detenute ad eccezione di sei componenti poiché ancora latitanti.
Il processo iniziò il 2 Ottobre 1865 davanti alla Corte D’Assise di Parma contro 65 imputati, 63 alla sbarra e 2 latitanti, accusati di Associazione di Malfattori, Tentata Aggressione, Omicidio Volontario, Ribellione, Furti, Rapine,  e viene raccontato come un maxi-processo, dove per circa 4 mesi l’aula era sempre gremita di pubblico, dove vengono sentite decine e decine di testimoni e di vittime della banda. Un imponente servizio d’ordine viene organizzato per prevenire disordini in aula.
Il 22 gennaio 1866 venne pronunciata la sentenza della Corte d’Assise:
1. Amadei Ermenegildo detto "Setmen"di anni 46 contadino di Mezzano Superiore - ergastolo
2. Aschieri Domenico di anni 62, contadino di Mezzano Rondani - 30 anni di lavori forzati
3. Assandri Giuseppe detto "Ciapen" di anni 37 contadino di Gussola (Cremona) - 20 anni di reclusione
4. Assandri Costante fratello del precedente di anni 24 contadino di Gussola (Cremona) - assolto
5. Allodi Luigi detto "Sartor" di anni 36 contadino di Mezzano Superiore - ergastolo
6. Allodi Giacomo fratello del precedente detto "Iemen" di anni 29 contadino di Mezzano Superiore -ergastolo
7. Busi Massimiliano detto"Marlen" di anni 58 mugnaio e possidente di Viadana - ergastolo
8. Bertozzi Antonio detto"Banc" di anni 45 contadino di Colorno - assolto
9. Bompani Giuseppe detto "Bigio" di anni 30 barcaiolo di Casalmaggiore - 7 anni
10. Boldrini Cesare detto "Sisaret" di anni 34 contadino di Cicognara - anni 5 di lavori forzati
11. Berselli Pietro detto "Barbisen" di anni 35 di Parma città - condannato a morte
12. Benecchi Pasquale di anni 31 di Sanguigna - ergastolo
13. Benecchi Giuseppe fratello del precedente di anni 45 contadino di Sacca - anni 10
14. Benecchi Modesto di anni 44 contadino di Copermio - anni 30
15. Baiocchi Ferdinando di anni 56 contadino di Copermio (quello che aveva fatto la spia in questura) - condannato a morte
16. Baiocchi Antonio detto "Baiocon ca na mei tot nient an son" contadino di 37 anni di Colorno - 30 anni
17. Bertolotti Mauro di anni 36 contadino di Mezzano Superiore - 15 anni.
18. Bertolotti Giacomo fratello del precedente detto "Miclen"d i anni 44 contadino di Mezzano Superiore - ergastolo
19. Bernuzzi Giuseppe detto "Misturen" di anni 42 pizzicagnolo e oste di Gussola - anni 20
20. Bernardi Isidoro detto "Sburlon"di anni 44 contadino di Colorno - ergastolo
21. Broccaioli Pietro di anni 51 detto "pez"carrettiere di Sissa - assolto
22. Bocchia Antonio detto "Al plè" di anni 43 macellaio di Colorno - anni uno
23. Carra Luigi di anni 44 da Golese detto "Poponaio" - 7 anni
24. Campanini Pietro Giusto detto "Iusten" di anni 23 ortolano di Colorno - anni 5
25. Ferrari Innocente di anni 54 detto "Bravi" di Moletolo contadino - ergastolo
26. Ferrari Luigi fratello del precedente detto "Luigion" di anni 43 contadino di Paradigna - assolto
27. Ferrari Fabiano, fratello dei due precedenti, di anni 49 contadino di Paradigna (morto in carcere prima del processo)
28. Fochi Ermenigildo detto "Marigion" di anni 32 contadino di Sacca - ergastolo
29. Ferrarini Pietro di anni 24 contadino di Colorno - 24 anni di lavori forzati
30. Gabbi Pietro di anni 33 contadino di Casale di Mezzani - assolto
31. Ghidini Pietro di anni 34 contadino di Copermio - ergastolo
32. Gelati Marco detto "Marcon" di anni 33 di Colorno - ergastolo
33. Ghidoni Pietro detto "Picien" di anni 37 contadino di Sissa - anni 15
34. Grandi Lorenzo detto "Canova" di anni 50 di Mezzano Superiore contadino - assolto
35. Maghei Giovanni di anni 34 contadino di Copermio - assolto
36. Mezzadri Fedele di anni 50 sensale di Parma città - 15 anni
37. Montanari Angelo detto "Mezzanotte" di anni 36 contadino di Colorno - ergastolo
38. Monticelli Giuseppe di anni 34 commerciante di Colorno - 5 anni
39. Menozzi Antonio di anni 34 di Copermio a sera - ergastolo
40. Monica Pietro di anni 56 contadino di Mezzano Rondani - anni 21
41. Missorini Ferdinando di anni 34 di Colorno - anni 21
42. Manfrini Giovanni detto "Valesi" di anni 44 di Copermio - anni 10
43. Mosconi Luigi detto "Blisghen" di anni 45 falegname di Mezzano Inferiore - anni 3
44. Pedrazzoli Pietro detto "Richen" di anni 54 da Mezzano Inferiore - ergastolo
45. Piccinini Angelo detto "Sogaro" di anni 28 da Colorno - ergastolo
46. Piccinini Cipriano di anni 30 affittuario di Copermio - 15 anni
47. Riva Luigi detto "Spirilù" di anni 44 da Antognano - 25 anni
48. Rossi Luigi di anni 30 merciaio ambulante di S.Polo - anni uno
49. Rizzardi Francesco detto "Cicion" di anni 34 contadino di Gussola - anni tre
50. Salvini Paolo di anni 33 possidente di Sanguigna - condannato a morte
51. Sassi Giovanni di anni 36 facchino di Colorno - 20 anni
52. Salvini Paolo detto "Pavlon" di anni 30 di S.Andrea di Torrile - anni 10
53. Sassi Giovanni detto "Bocon" - assolto
54. Sacchi Giovanni di anni 21 contadino di Mezzano Superiore - 15 anni
55. Secchi Luigi detto" Grap nud" di anni 54 barcaiolo di Mezzano Inferiore - ergastolo
56. Saccani Giuseppe di anni 55 calzolaio di Mezzano Superiore - ergastolo
57. Tosi Ermenegildo di anni 45 contadino di Sacchetta - ergastolo
58. Tosi Giuseppe detto "Vlinet" di anni 43 contadino di Mezzano Superiore - assolto
59. Tosi Luigi fratello di Ermenegildo di anni 57 contadino di Sacca - 4 anni
60. Valeri Massimo bigonciaio di 28 anni di Parma città - assolto
61. Valeri Evangelista di anni 44 pescatore di Baganzola - 10 anni
62. Valeri Pietro fratello del precedente detto "Pinso" di anni 61 calzolaio - ergastolo
63. Zoni Fortunato detto "Ravanel" di anni 29 contadino di Colorno - anni 20
Pronunciata la sentenza, scoppiarono dei tafferugli nelle gabbie dov’erano rinchiusi i detenuti, tra i condannati e i cosiddetti “pentiti”. Qualcuno tentò di suicidarsi in aula, ma vennero bloccati da altri detenuti. Altri condannati si rivolsero al numeroso pubblico con insulti, scagliandosi contro le sbarre della gabbia, cercando di forzarle dilaniandole, ma il servizio d’ordine predisposto dai Carabinieri riportò la calma in aula trasferendo rapidamente tutti i condannati nelle carceri di Parma.